# Lepadella bicornis
Lepadella bicornis är en hjuldjursart som beskrevs av Vasisht och Battish 1971. Lepadella bicornis ingår i släktet Lepadella och familjen Lepadellidae. Inga underarter finns listade i Catalogue of Life.